# Thomas Stachewicz
Thomas Stachewicz (conocido como Tom Stachewicz; 5 de diciembre de 1965) es un deportista australiano que compitió en natación.
Ganó diez medallas en el Campeonato Pan-Pacífico de Natación entre los años 1985 y 1989.
Participó en tres Juegos Olímpicos de Verano, ocupando el cuarto lugar en Los Ángeles 1984 (4 × 200 m libre), el cuarto en Seúl 1988 (4 × 200 m libre) y el séptimo en Barcelona 1992 (4 × 100 m estilos).

## Palmarés internacional
| Campeonato Pan-Pacífico | Campeonato Pan-Pacífico | Campeonato Pan-Pacífico | Campeonato Pan-Pacífico |
| Año                     | Lugar                   | Medalla                 | Prueba                  |
| ----------------------- | ----------------------- | ----------------------- | ----------------------- |
| 1985                    | Tokio (Japón)           | Medalla de plata        | 4 × 100 m estilos       |
| 1985                    | Tokio (Japón)           | Medalla de bronce       | 4 × 200 m libre         |
| 1987                    | Brisbane (Australia)    | Medalla de plata        | 100 m libre             |
| 1987                    | Brisbane (Australia)    | Medalla de plata        | 4 × 200 m libre         |
| 1987                    | Brisbane (Australia)    | Medalla de bronce       | 200 m libre             |
| 1987                    | Brisbane (Australia)    | Medalla de bronce       | 4 × 100 m libre         |
| 1987                    | Brisbane (Australia)    | Medalla de bronce       | 4 × 100 m estilos       |
| 1989                    | Tokio (Japón)           | Medalla de plata        | 4 × 100 m libre         |
| 1989                    | Tokio (Japón)           | Medalla de bronce       | 4 × 200 m libre         |
| 1989                    | Tokio (Japón)           | Medalla de bronce       | 4 × 100 m estilos       |